# Bairu Tafla
Bairu Tafla (Tigrinya ባይሩ ታፍላ; * 15. Dezember 1938 in Keren) ist ein eritreischer Historiker und Afrikanist. Er ist emeritierter Professor für Äthiopistik der Universität Hamburg.

## Leben
Bairu Tafla wurde in Keren in Eritrea geboren, das damals eine italienische Kolonie war und ab 1952 als Provinz Äthiopiens verwaltet wurde. Er studierte bis 1965 an der Universität Addis Abeba und erwarb 1968 an der Howard University in Washington, D.C. den Master of Arts in Geschichte. Tafla promovierte 1979 an der Universität Hamburg mit einer Arbeit über die kulturellen, politischen und wirtschaftlichen Beziehungen zwischen Äthiopien und Deutschland von der deutschen Reichsgründung 1871 bis zur Eroberung Äthiopiens durch Italien 1936 zum Doktor der Philosophie. 
Ebenfalls in Hamburg habilitierte er sich 1989 mit einer Schrift über die Geschichte der äthiopisch-österreichischen Beziehungen. Ab 1990 lehrte Tafla als Privatdozent für Äthiopistik am Fachbereich Orientalistik (seit 2000 Asien-Afrika-Institut) der Universität Hamburg, 1997 wurde er zum außerplanmäßigen Professor ernannt. 2003 trat er in den Ruhestand.

## Schriften (Auswahl)
- Ethiopia and Germany. Cultural, political and economic relations 1871–1936. Wiesbaden 1981, ISBN 3-515-02971-0.
- Ethiopia and Austria. A history of their relations. Wiesbaden 1994, ISBN 3-447-03442-4.
- als Herausgeber: Ethiopian records of the Menilek era. Selected Amharic documents from the Nachlaß of Alfred Ilg 1884–1900. Wiesbaden 2000, ISBN 3-447-04258-3.
- Troubles and travels of an Eritrean aristocrat. A presentation of Käntiba Gilamika'él's memoirs. Aachen 2007, ISBN 3-8322-5980-5.